# Карлов, Юрий Евгеньевич
Ю́рий Евге́ньевич Ка́рлов (3 января 1937 года, Витебск, БССР, СССР — 12 декабря 2002 года, Москва, Россия) — советский и российский дипломат. Чрезвычайный и полномочный посол (13 марта 1990).

## Биография
В 1961 году окончил МГИМО МИД СССР и поступил на дипломатическую службу.
В 1961—1963 годах — работал в посольстве СССР в Румынии.
В 1963—1967 годах — сотрудник первого Европейского отдела МИД СССР.
В 1967—1972 годах — сотрудник посольства СССР в Италии.
В 1972—1978 годах — первый секретарь, советник первого Европейского отдела МИД СССР.
В 1978—1984 годах — советник-посланник посольства СССР в Италии и генеральный консул СССР в Республике Сан-Марино.
В 1984—1986 годах — заместитель заведующего первым Европейским отделом МИД СССР.
В 1986—1989 годах — ответственный секретарь Комиссии СССР по делам ЮНЕСКО.
В 1987—1990 годах — первый заместитель председателя Комиссии СССР по делам ЮНЕСКО.
Являлся членом Исполнительного совета ЮНЕСКО.
В 1989 году — личный представитель министра иностранных дел СССР Эдуарда Шеварднадзе. В этой должности в августе того же года участвовал во встрече с папой Иоанном Павлом II в папской резиденции Кастель-Гандольфо, которая явилась подготовительной для встречи президента СССР Михаила Горбачёва с римским папой Иоанном Павлом II, которая состоялась в декабре в Ватикане. На этой встрече стороны приняли решение об установлении официальных отношений на постоянной основе.
В качестве представителя СССР при Ватикане была рассмотрена кандидатура Юрия Карлова, который в этом регионе проработал дипломатом более 20 лет.
C 1990 года в Риме, представитель СССР по поддержанию контактов с Ватиканом, в 1992 году ввиду распада СССР должность упразднена.
В январе 1992 года Ватикан признал Россию в качестве правопреемницы СССР и установил с ней отношения также на уровне постоянных представительств.
С 1992 по 1995 год представитель Российской Федерации при Ватикане, одновременно представитель Российской Федерации при Мальтийском ордене. На этих должностях в 1995 году его меняет Вячеслав Васильевич Костиков, Ю. Е. Карлов отбывает в Москву.
В 1995—1998 годах — главный советник Третьего Европейского департамента МИД России и полномочный представитель президента Российской Федерации в переговорном процессе политического урегулирования конфликта в Приднестровском регионе Республики Молдова.
С 1998 года — профессор международного права в МГИМО(У), с 2001 года — заведующий кафедрой ЮНЕСКО.
С 1998 года — член Христианского комитета за сближение народов.
В последние годы жизни возглавлял Ассоциацию культурного и делового сотрудничества «Россия — Италия».
Читал лекции по международному, конституционному и церковному праву в университетах Рима, Бари, Болоньи, Флоренции, Падуи. Участвовал в ряде сессий Генеральной Ассамблеи ООН, а также ЮНЕСКО. Принимал участие во встрече юристов в Ватикане по вопросам прав ребёнка в 1998 году, а также в совещаниях ОБСЕ в Вене и Копенгагене.
Доктор юридических наук, кандидат исторических наук.
Юрий Евгеньевич Карлов скончался 12 декабря 2002 года в Центральной клинической больнице в Москве.